# IC 2649/1
IC 2649/1 је спирална галаксија у сазвијежђу Лав која се налази на листи објеката дубоког неба у Индекс каталогу.
Деклинација објекта је + 11° 7' 41" а ректасцензија 11h 14m 46,4s. Привидна величина (магнитуда) објекта IC 2649 износи 15,2 а фотографска магнитуда 16,0. IC 26491 је још познат и под ознакама MCG 2-29-15, CGCG 67-42, NPM1G +11.0271, PGC 34273.